# When Rome Ruled
When Rome Ruled è un film muto del 1914 diretto da George Fitzmaurice. Melodramma ambientato in Africa all'epoca romana, fu prodotto dalla Pathé Frères e interpretato da Nell Craig, Clifford Bruce, Riley Hatch, Walter R. Seymour, Rosita Marstini.

## Trama
Nydia, una ragazza cristiana che vive in una colonia romana nordafricana, è desiderata come vergine vestale da Caiphus, il sommo sacerdote di Giove, che manda i suoi accoliti a rapirla. La ragazza si salva però per merito dell'intervento di Caius, il figlio del governatore romano, che la riporta a casa. Furioso, Caiphus vuole vendicarsi e, insieme ai suoi servi, fa irruzione nella casa della ragazza, uccidendone il padre. Nydia riesce a sfuggirgli ancora una volta, rifugiandosi nel deserto dove si nasconde in una fossa di leoni. Visto il pericolo che corre, un pastore va ad avvisare Caius che, ancora una volta la salva, portandola questa volta a casa sua, nonostante suo padre ritenga ogni cristiano nemico dello stato. Il governatore e il sommo sacerdote accusano infatti Nydia di avere sedotto Caius e lui, per proteggerla, uccide Caiphus. Il governatore, fatto portare via il figlio, accusa dell'omicidio la ragazza cristiana, condannandola a morte nell'arena. La gelosa fidanzata di Caius si rallegra di quell'atroce destino, ma il giovane romano salva ancora Nydia, mentre la fidanzata, intrappolata accidentalmente, viene sbranata dai leoni. Fuggiti nel deserto, i due innamorati sono salvi: Caius, per sposare Nydia, lascia gli dei abbracciando la sua religione.

## Produzione
Il film fu prodotto dalla Pathé Frères.

## Distribuzione
Il copyright del film, richiesto dalla Eclectic Film Co., fu registrato il 20 agosto 1914 con il numero LU3231.
Distribuito dalla Eclectic Film Company, il film uscì nelle sale statunitensi nell'agosto 1914. In Francia, prese il titolo Aux temps des Césars.
Copia completa della pellicola si trova conservata negli archivi del Filmmuseum di Amsterdam.